# Henrique Plombon Pinheiro
Henrique Plombon Pinheiro (Rio Claro, 22 de setembro de 1978 (46 anos) é um arquiteto e  ginete (atleta) brasileiro. 
Em 2015, representou o país nos Jogos Pan-Americanos de Toronto.
Desde 2010, é casado com a atriz Ana Paula Arósio.